# Кублицкий, Михаил Евстафьевич
Михаил Евстафьевич (по другим данным Егорович) Кублицкий (1821—1875) — российский театральный критик и музыковед.
Помещал свои статьи в «Беседе» и «Голосе»; отдельно издал «Историю музыки» и «Историю музыкальной драмы». Завещал свою обширную библиотеку другу своей юности поэту Якову Полонскому, у которого она по инициативе А. Н. Островского была куплена в фонд Общества русских драматических писателей и оперных композиторов.